# Harald Neuwirth
Harald „Harry“ Neuwirth (* 2. Februar 1939 in Wien; † 23. März 2023) war ein österreichischer Jazzpianist und Komponist.

## Leben und Wirken
Neuwirth entstammt einer musikalischen Familie; der Komponist Gösta Neuwirth ist sein Bruder. Mit zwölf Jahren führte er bereits Klavierkonzerte von Mozart auf. Er blieb der klassischen Musik bis zum 18. Lebensjahr treu; anschließend beschäftigte er sich mit Jazz und begann, als Jazzpianist zu wirken. Er studierte zunächst Rechtswissenschaft (bis zur Promotion). Daneben studierte er klassisches Klavier am Salzburger Mozarteum und am Grazer Konservatorium.
Ab der Gründung 1965 lehrte Neuwirth am Institut für Jazz der damaligen Musikakademie Graz (jetzt Kunstuniversität), wo er von 1975 bis 1983 als Abteilungsleiter fungierte. Er gilt als der „Architekt“ der Grazer Jazzausbildung. 1981 wurde er zum ordentlichen Professor ernannt. Er gehörte als Gründungsmitglied zum Sextett von Erich Kleinschuster, leitete eigene Ensembles und komponierte bzw. arrangierte Film- und Theatermusiken.
Seine Tochter ist die Komponistin Olga Neuwirth.

## Diskographische Hinweise
- Grazer Messen im Jazzstil (1980)
- Jazz Piano Austria vol. 1 (2013, neben Martin Reiter, Erwin Schmidt, Oliver Kent, Geri Schuller, Sava Miletic und Philippine Duchateau)